# David (Verrocchio)
El David de Andrea del Verrocchio es una estatua de bronce, que probablemente fue realizada entre 1473 y 1475. Fue un encargo de la familia Medici. La estatua representa al joven David, futuro rey de los israelitas, en una pose triunfante con la cabeza cortada de Goliat a sus pies. Tiene una mano posada sobre su cadera, en la otra sostiene una espada y se presenta las piernas arqueadas.
La estatua fue instalada inicialmente en el Palazzo Vecchio en 1476.
La colocación de la cabeza de Goliat ha sido una fuente de debate para los historiadores del arte. Cuando se exhibió en la Galería Nacional de Arte, la cabeza fue colocada entre los pies de David, como es el caso de la residencia permanente de la estatua, el Museo Nacional del Bargello, en Florencia, Italia. Otra escuela de historiadores de arte han sugerido que Verrocchio quería que la cabeza de Goliat estuviera colocada a la derecha de David. Esta colocación fue utilizada temporalmente Galería Nacional de Arte, así como en el High Museum of Art de Atlanta, entre otros.
El David fue concebido como una representación alegórica de Florencia, ya que ambos eran más poderosos de lo que aparentaban, y tanto el joven pastor y Florencia podían verse como poderes emergentes.
El Victoria & Albert Museum de Londres también es propietaria de un molde de yeso del David de Verrocchio.
Según "Leonardo Da Vinci", de Walter Isaacson, el modelo que utilizó Verrochio para modelar su David pudo haber sido el propio Leonardo, ya que era común que los aprendices del taller posaran para las obras del artista, y Leonardo tenía una edad similar a la del David cuando éste se esculpió.
Este David forma parte de una serie de esculturas del mismo personaje que, al compararlas, permiten ver la evolución del arte desde el Quattrocento hasta el Barroco. Estas obras son, por orden cronológico: el David de Donatello, el David de Verrochio, el David de Miguel Ángel y el David de Bernini